# أقل من الملائكة (رواية)
أقل من ملائكة (بالإنجليزية: Less than Angels)‏ هي رواية للكاتبة الإنجليزية باربرا بيم، نشرت عام 1955، عن دار نشر جوناثان كيب.